# والله ما طلعت شمس ولا غربت (أغنية)

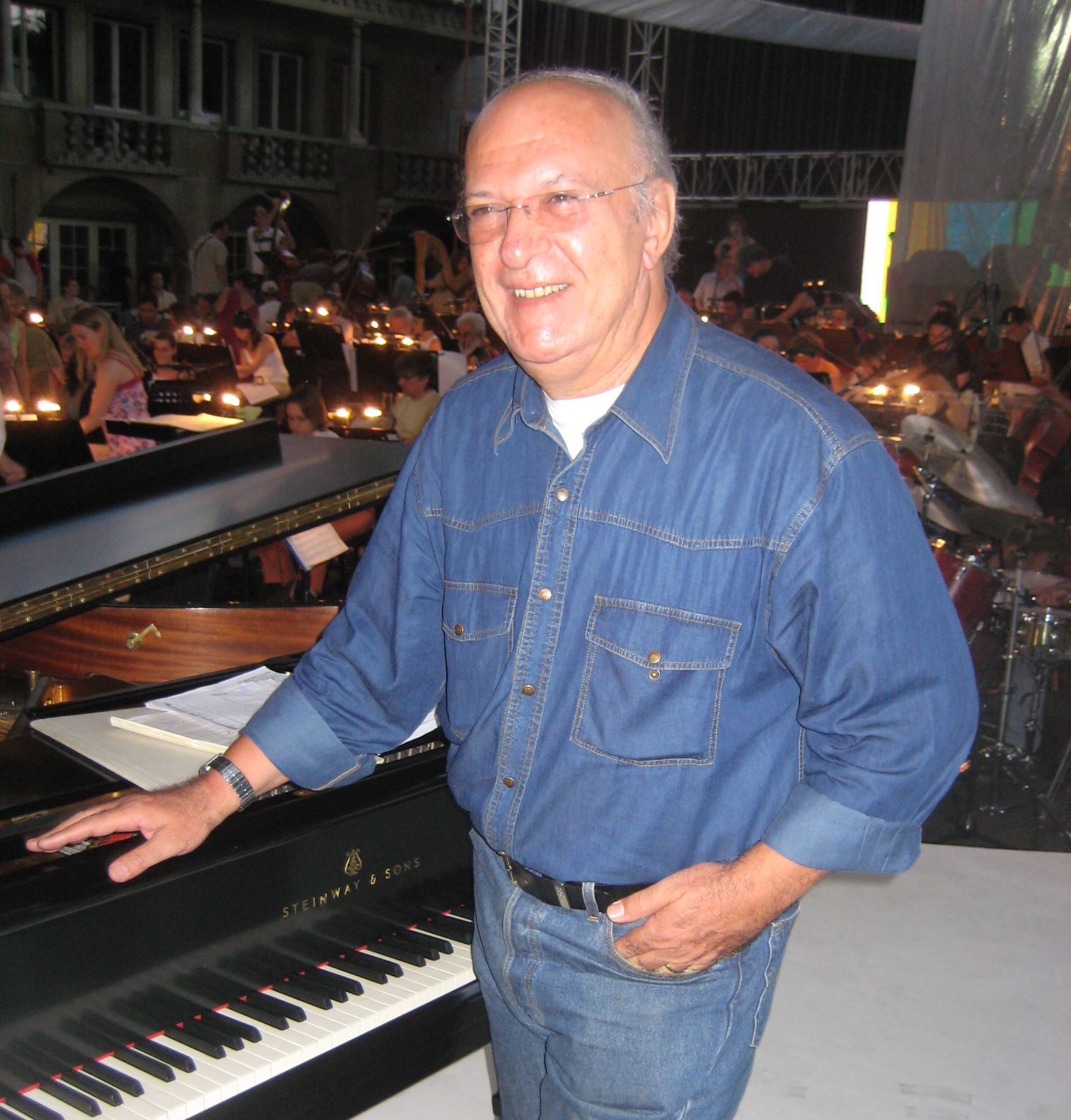

والله ما طلعت شمسٌ ولا غربت أغنية من تلحين الموسيقار المصري عمر خيرت والكلمات للشاعر العراقي الحسين بن منصور الحلاج. الأغنية ظهرت كمقدمة لمسلسل مصري صدر عام 2012، تحت عنوان «الخواجة عبد القادر»، والأداء للمجموعة كورس يسرى.

## عمر خيرت والحلاج
- أبو عبد الله حسين بن منصور الحلاج (858 - 26 مارس، 922) (244 هـ 309 هـ)؛ شاعر عراقي عباسي، يُعد من روائد أعلام التصوف في العالم العربي والإسلامي.[3][4][5]
- عمر خيرت (11 نوفمبر 1948 -) هو مؤلف موسيقي وموزع وعازف بيانو مصري. ويُعدّ من أشهر الموسيقيين المصريين في الوقت الحاضر.[6][7][8]

## التفاعل مع الأغنية
كتب موقع مبتدأ: "نغماته المميزة نسجت الخشوع على أنغام عزف البيانو، آلة خيرت التي تربع على قائمة الأكثر إبداعا بها في العالم العربى، يعزفها لحنًا ويشاركه الأوركسترا في إبداع خاص لتخلق مجتمعة حلقة ذكر وحب للخالق، وهي حالة من العشق والتصوف تجلى الروح وتعطى للقلب حياة في مقطوعة موسيقية تتصدر مسلسل "الخواجة عبد القادر".
كتب موقع الحدث: «والله ما طلعت شمس ولا غربت إلا وحبك مقرون بأنفاسي.. بهذه الأبيات يبدأ الحلاج مرحلة جديدة من مراحل العشق الإلهي عند أهل التصوف، الذي اقبل على كل علوم عصره من فقه وتوحيد وتفسير وحديث وحكمة إلا أنّ ميله للتصوف كان أكبر».
كتب موقع أخبارك: "قدم النجم الكبير يحيى الفخراني في عام 2012، أحد "أروع أدواره على الإطلاق" في مسلسل "الخواجة عبد القادر"، وتدور أحداثه حول "الخواجة" الذي دخل الإسلام وأحبه الناس، وصارت له كرامات حتى بنوا له مقامًا بعد وفاته، وامتزجت موسيقى عمر خيرت  كلمات الحلاج، الذي يقول فيها "والله ما طلعت شمسٌ ولا غربت إلا وحبك مقرونٌ بأنفاسي".
قدم خيرت معزوفته هذه على مسرح قاعة النهر بساقية عبد المنعم الصاوي في ديسمبر 2017، وقال المهندس الصاوي مؤسس الساقية: "أقدر معاناة الجمهور الكبير للفنان عمر خيرت في الحصول على بطاقات حضور الحفل"، وكانت والله ما طلعت شمس أولى المقطوعات التي قدمها خيرت في بداية الجزء الثاني من الحفل".
كانت حفلاته دائما تتضمن أغنية «والله ما طلعت شمس»، وعلى خشبة مسرح دار الأوبرا المصرية، ومع الإقبال الكبير تنفذ تذاكر الحفل قبل إقامتة بأسبوع، كما حدث في حفل تقرر إقامته 29 سبتمبر 2020، على مسرح النافورة بدار الأوبرا، حيث رفع الحفل شعار كامل العدد، ويقدم "خيرت" في الحفل، باقة متنوعة من أعماله الموسيقية الفنية القديمة والحديثة، من الأعمال الفنية داخل مصر وخارجها منها "مين ميحبش فاطمة، قضية عم أحمد، حنين، والله ما طلعت شمس ولا غربت، زي ما هي حبها.
أقيم حفل للموسيقار عمر خيرت على مسرح المرايا بمحافظة العلا، بالمدينة المنورة، بالمملكة العربية السعودية، في يناير 2019 في إطار فعاليات مهرجان شتاء طنطورة، ونشر المهرجان مقطع فيديو مع لحن الموسيقار عمر خيرت من قصيدة «والله ما طلعت شمس ولا غربت» للشاعر الصوفي الحسين بن منصور الحلاج، وقال التعليق: «من أدب الحلاّج، أحد أهم شعراء العصر العباسى، لحن عمر خيرت هذه التحفة الفنية». تفاعل عدد كبير من رواد مواقع التواصل الاجتماعي «تويتر» مع حفل عمر خيرت بتعليقات مجملها المديح.
قدم خيرت حفل في الهواء الطلق بحديقة قصر الحرملك الملكي بالمنتزه بالإسكندرية في 16 أكتوبر 2020، وحضره 2500 شخص، حيث قدم الكثير من معزوفاته المعروفة ومنها «مين ميحبش فاطمة»، «قضية عم أحمد» و«حنين» و«والله ما طلعت شمس ولا غربت»، و«زي ما هيه». كان هناك أربعة أسعار لبطاقات حضورالحفل، أعلاها 4500 جنيه، وأقلها 1500.
قدم مقطوعة «والله ما طلعت شمس» على المسرح المكشوف بمركز المنارة بالتجمع الخامس بالقاهرة في أكتوبر 2020.

## نسخ أخرى من الأغنية
غناها بنسخته الخاصة المطرب الصوفي المصري عابدين، وايضًا محمد الشيخ من لبنان، وكان المطرب كاظم الساهر قد أنشد كلمات «والله ما طلعت شمس» في موال ليس من الحان خيرت بالقاعة الكبرى في سوق واقف القطري عام 2011.

## وصلات خارجية
https://vimeo.com/271846453 والله ما طلعت شمس ولا غربت (أغنية)